# Tetramesa peethavarna
Tetramesa peethavarna är en stekelart som beskrevs av T.C. Narendran 1994. Tetramesa peethavarna ingår i släktet Tetramesa och familjen kragglanssteklar. Inga underarter finns listade i Catalogue of Life.